# 고먼
고먼(암하라어: ጎመን, 학명: Brassica carinata 브라시카 카리나타[*])은 배추과의 나무이다. 원산지는 아프리카의 뿔 지역이다. 잎을 채소로 먹으며, 에티오피아에서는 기름씨 작물로도 재배한다.